# 4588 Wislicenus
4588 Wislicenus eller 1931 EE är en asteroid i huvudbältet, som upptäcktes 13 mars 1931 av den tyske astronomen Max Wolf i Heidelberg. Den är uppkallad efter den tyske astronomen Walter Wislicenus.
Asteroiden har en diameter på ungefär 13 kilometer.